# Jerry Simons
Jerry Simons (Paramaribo, 29 augustus 1969) is een Nederlandse voormalig voetballer van Surinaamse komaf die als aanvallende middenvelder of aanvaller speelde.

## Loopbaan
Simons begon zijn loopbaan als aanvaller in de jeugd bij Excelsior en Feyenoord. Hierna ging hij naar SVV, waar hij debuteerde en de fusie met Dordrecht'90 mee maakte. In Nederland speelde hij verder voor SBV Vitesse en FC Volendam. Hierna ging hij via CA Osasuna en KV Oostende naar Griekenland waar hij in 2002 zijn profloopbaan beëindigde. Simons nam deel aan het Europees kampioenschap voetbal onder 16 - 1986.
Hij werd jongerenwerker in Schiedam. Daarnaast is hij jeugdtrainer in het amateurvoetbal.
Ook zijn broer Jimmy was profvoetballer. Beiden ontsnapten aan de SLM-ramp omdat hun moeder een voorgevoel had en ze een andere vlucht zouden nemen.

## Clubs
- Neptunus (jeugd)
- Excelsior (jeugd)
- 198?/88:  Feyenoord (jeugd)
- 1988/89:  Spartaan '20 (amateurs)
- 1989/91:  SVV
- 1991/93:  SVV/Dordrecht'90
- 1993/96:  SBV Vitesse
- 1996:  FC Volendam
- 1996/98:  CA Osasuna
- 1998/12-99:  KV Oostende
- 2000:  Kalamata FC
- 2000/02:  Athinaikos
- 2002/03:  Delta Sport (amateurs)
- 2003/04:  Nootdorp (amateurs)
- 2004/05:  Wippolder (amateurs)